# Младежки консервативен клуб
„Младежки консервативен клуб“, съкратено МКК, е сдружение, регистрирано с решение на Софийския градски съд през 1999 г.
Включва широк кръг от млади общественици и представители на академичните среди, споделящи консервативни, християнски и патриотични ценности, сред които и по-изявени политици като Даниел Митов, Петър Николов, Тома Биков, Борис Станимиров и др. По традиция клубът приема членове след преминаване през сложна процедура за прием. След навършване на 35 години те остават членове на клуба, но без право да участват в управителните и контролните му органи. Бивши председатели, както и други заслужили членове на клуба, сформират неговия Почетен борд. Близък до МКК е сайтът Консерваторъ.
Наред с клубния си живот МКК организира и публични дискусии на обществени и политически теми. Между участниците в тези събития са били Ангел Джамбазки, Бойко Василев, Веселин Методиев, Вили Лилков, Димитър Стоянович, Екатерина Михайлова, Иван Стамболов - Сула, Калин Янакиев, Любомир Канов, Николай Михайлов, Нено Димов, Огнян Минчев, Пламен Павлов, Прошко Прошков, Ришард Легутко, Харалан Александров и др.

## Председатели
- Борис Станимиров, председател на УС от 1999 до 2011 г.
- Юсеф Дакак, председател на УС от 2011 до 2013 г.
- Симеон Попов, председател на УС от 2013 до 2015 г.
- Боян Стефанов, председател на УС от 2015 до 2020 г.
- Кристиян Шкварек, председател на УС от 2020 г. до днес.